# Балабан (инструмент)
Вижте пояснителната страница за други значения на Балабан.
Балабан (на азербайджански: Balaban; на лезгински: кфил; на персийски: دودوک или بالابان; Narmeh-ney; на турски: Balaban или Mey; на узбекски: Balaban), или понякога баламан е дървен духов музикален инструмент с двойна пластинка. Представлява тръба с 9 отверстия. Балабанът е народен инструмент на азербайджанците, узбеките и някои народи на Северен Кавказ. В Азербайджан балабанът е наричан и дюдюк (на азербайджански: düdük). Близко по конструкция и звучене на балабана са инструментите дудук (Армения), и дудуки в Грузия.
За извличане на хроматични звуци се прибягва до частично закриване на отверстията, с подбиране на необходимите по сила вдухвания. Звукът на балабана е мек, леко вибриращ, с изразителен тембър. Обикновено се използват два балабана – единият свири мелодията, а другият поддържа избрания басов пункт. Понякога към втория се присъединяват ударни инструменти (деф или нагара). На балабан се изпълняват мелодиите на песни, танци, пиеси. Инструментът се включва в оркестри и ансамбли за народни инструменти.
Според азербайджанския изследовател Касимов, на територията на Мингечаур е открит духов музикален инструмент, направен от кост, отнасящ се към I век пр.н.е., който е прототип на съвременния балабан.

## Етимология
Името на инструмента произлиза от думите бала, тоест малък и бан – кукуригане на петел, което е свързано с характера на тембъра на инструмента.

## Изработка
Балабанът се изработва предимно от кайсиево, орехово, черничево или крушово дърво. При този процес, дървото се поставя на специална машина и издълбава отвътре. След това се промазва с ленено масло или зехтин и се суши при определена температура в продължение на дълго време. В готовия корпус на балабана си пробиват 8 отверстия на лицевата страна и един отзад. Мундщукът е направен от тръстика, като има определени размери. Той е сплескан от едната страна, поради което балабанът понякога се нарича „ясти Балабан“.(на азербайджански: yastı balaban – плосък балабан).

## Звук
Диапазонът на азербайджанския балабана обхваща звуците от „сол“ малка октава до „до“ втора октава. Възможностите за увеличения на диапазона с още няколко звука зависят изключително от масторството на изпълнението. За извличане на хроматически звуци изпълнителите прибягват до частично прикриване на отверстията, подбирайки необходимата сила на вдухванията. Звукът на балабана напомня на звученето на кларнет в долен регистър. За разлика от зурната, която заради рязкостта на издавания звук се използва на открито, на балабан често се свири в помещения.

## Употреба
Азербайджанският балабан широко се използва в състава на оркестри, ансамбли, както и от ашугски и други фолклорни изпълнителски групи.
При свирене на балабан изпълнителят открива и закрива отворите с пръстите на двете си ръце. За изкарване на звук от балабан, изпълнителят набира в устата си въздух и с голямо умение го насочва в мундщука между устните си. Движението на пръстите на музиканта по дупките постига желаната височина на звука. Музикалният строй на инструмента и височината на звука се регулират с помощта на пръстен, поставен на мундщука.

## Популяризиране
Балабанът е използван в две азербайджански песни на конкурса Евровизия: в песента на Сабина Бабаева „When the Music Dies“ и тази на Диляра Кязимова, „Start a Fire“.